# Keravnos Strovolou
Il Keravnos Strovolou (Κεραυνός Στροβόλου) era una società calcistica e polisportiva di Strovolos, nei sobborghi di Nicosia, a Cipro.

## Storia
È stata fondata nel 1926: in greco Kevarnos (Κεραυνός) significa fulmini. Ha militato per lo più in seconda e terza divisione cipriota, vincendo due campionati di seconda divisione, l'ultimo nel 1988, e uno di terza (nel 1971).
Nel 1991 per problemi finanziari il club ha chiuso la divisione calcistica, lasciando spazio alla sola sezione cestistica.
Nella sua storia il Keravnos conta quattro presenze nella massima divisione cipriota.

## Palmarès

### Competizioni nazionali
- B' Katīgoria: 2

1978-1979, 1987-1988
- G' Katīgoria: 1

1970-1971

### Altri piazzamenti
- B' Katīgoria:

Secondo posto: 1961-1962, 1962-1963

## Statistiche e record

### Partecipazione ai campionati
| Livello | Categoria    | Partecipazioni | Debutto   | Ultima stagione | Totale |
| ------- | ------------ | -------------- | --------- | --------------- | ------ |
| 1º      | A' Katīgoria | 4              | 1979-1980 | 1988-1989       | 4      |
| 2º      | B' Katīgoria | 22             | 1961-1962 | 1989-1990       | 22     |
| 3º      | G' Katīgoria | 3              | 1970-1971 | 1991-1992       | 3      |
| 4º      | D' Katīgoria | 1              | 1992-1993 | 1992-1993       | 1      |